# Reprezentacja Alderney w piłce nożnej mężczyzn
Piłkarska reprezentacja Alderney w piłce nożnej – amatorski zespół, reprezentujący obszary Wysp Normandzkich (Wielka Brytania, Francja). Nie należy ani do FIFA, ani do UEFA, dlatego też nie bierze udziału w oficjalnych meczach piłkarskich.

## Bilans meczów z innymi reprezentacjami
- Ostatnie spotkanie:  Alderney 0-5 Jersey  - Alderney - 21 marca 2009

(Ostatnia aktualizacja: kwiecień 2009)
| Przeciwnik | Mecze | Zwyc. | Rem. | Por. | G.Strz. | G.Stra. |
| ---------- | ----- | ----- | ---- | ---- | ------- | ------- |
| Grenlandia | 1     | 0     | 0    | 1    | 0       | 3       |
| Guernsey   | 52    | 1     | 0    | 51   | 22      | 239     |
| Jersey     | 41    | 0     | 0    | 41   | 20      | 229     |
| Orkady     | 1     | 0     | 0    | 1    | 1       | 3       |
| Rodos      | 1     | 0     | 0    | 1    | 1       | 5       |
| Saaremaa   | 1     | 1     | 0    | 0    | 1       | 0       |